# Référendum de 2011 aux îles Malouines
Un référendum sur le passage à une circonscription électorale unique a lieu aux îles Malouines le 3 novembre 2011.
Bien qu'approuvé à une étroite majorité dans la capitale Stanley, la proposition est rejetée à une très forte majorité au Camp, et échoue de toute manière à recueillir le quorum des deux tiers des voix dans les deux circonscriptions.

## Contenu

Carte des deux circonscriptions des îles Malouines

Le référendum porte sur une fusion des deux circonscriptions électorales des Îles Malouines : Stanley et Camp.
L'Assemblée législative des îles Malouines est en effet composée de 11 membres dont 8 élus pour 4 ans selon un mode de scrutin plurinominal majoritaire dans 2 circonscriptions de 5 et 3 sièges chacune, correspondant à la capitale, Stanley et au reste du territoire, dit Camp.
Cette répartition entraine une surreprésentation des électeurs du Camp, qui détiennent ainsi 38 % des sièges contre 62 % à Stanley, alors qu'ils ne représentent que 17 % de la population, contre 83 % pour la capitale, selon le recensement de 2011. À raison de 262 et 1315 électeurs respectivement, le déséquilibre entraine une représentativité de 87 électeurs par élu au Camp, contre 263 par élu à Stanley,.
Le projet de circonscription unique a déjà été rejetée lors d'un précédent référendum en 2001. Celui ci liait cependant cette question à l'adoption d'un système proportionnel, en lieu et place de celui majoritaire actuellement utilisé. Il est alors rejeté par un peu plus de 56 % du total des votants, dont une majorité de Non à Stanley comme au Camp. 

## Modalités
En accord avec l'article 27 de la Constitution de 2008, une modification des circonscriptions doit obligatoirement recueillir le soutien d'au moins deux tiers des voix dans chacune d'elles. La décision d'organiser un nouveau référendum sur cette question est prise à l'assemblée le 26 aout 2016 par quatre voix contre trois.
La question posée est :
- « Voulez vous une circonscription unique pour la totalité des îles ? »

## Résultat
| Pour                     | Pour                     | 255                      | 50,20                    | 29                       | 16,02                    | 284   | 41,22 |  |  |  |  |
| Contre                   | Contre                   | 253                      | 49,80                    | 152                      | 83,98                    | 405   | 58,78 |  |  |  |  |
|                          |                          |                          |                          |                          |                          |       |       |  |  |  |  |
| Total                    | Total                    | 508                      | 100                      | 181                      | 100                      | 689   | 100   |  |  |  |  |
| Abstentions              | Abstentions              | Abstentions              | Abstentions              | Abstentions              | Abstentions              | 882   | 56,14 |  |  |  |  |
| Inscrits / participation | Inscrits / participation | Inscrits / participation | Inscrits / participation | Inscrits / participation | Inscrits / participation | 1 571 | 43,86 |  |  |  |  |